# Андагоя
Андагоя (исп. Andagoya) — населённый пункт в муниципалитете Медио-Сан-Хуан департамента Чоко на западе Колумбии.
Известная благодаря своему климату, экваториальному и влажному, с одинаковыми температурами в течение почти всего года.

## Климат
Разница средней температуры между самым холодным и самым теплым месяцами составляет всего 0,7 °C, в апреле, самом теплом месяце средняя температура составляет 27,7 °C, а в ноябре, самом холодном месяце 27,0 °C. Среднегодовая температура 27,4 °C. Геофизические факторы расположения населенного пункта способствуют подобному ровному ходу температуры в течение года.
Андагоя также известна как одно из самых влажных мест Латинской Америки, в среднем выпадает в месяц от 500 мм осадков в декабре, самом сухом месяце года до 650 мм в мае, самом влажном месяце. Среднегодовое количество осадков составляет 6817 мм. Дождь обычно идет ночью, хотя обычно осадки в поясе тропических дождевых лесов идут днем.
| Показатель                    | Янв. | Фев. | Март | Апр. | Май | Июнь | Июль | Авг. | Сен. | Окт. | Нояб. | Дек. | Год  |
| ----------------------------- | ---- | ---- | ---- | ---- | --- | ---- | ---- | ---- | ---- | ---- | ----- | ---- | ---- |
| Абсолютный максимум, °C       | 35   | 36   | 36   | 36   | 36  | 34   | 36   | 35   | 35   | 36   | 35    | 35   |      |
| Средний суточный максимум, °C | 32   | 32   | 32   | 32   | 32  | 32   | 32   | 32   | 32   | 32   | 31    | 31   |      |
| Средняя температура, °C       | 27   | 27   | 28   | 28   | 27  | 27   | 27   | 27   | 27   | 27   | 27    | 27   | 27   |
| Средний суточный минимум, °C  | 24   | 24   | 24   | 24   | 24  | 23   | 23   | 23   | 23   | 23   | 23    | 23   |      |
| Абсолютный минимум, °C        | 20   | 21   | 21   | 21   | 21  | 20   | 21   | 21   | 21   | 17   | 19    | 21   |      |
| Норма осадков, мм             | 635  | 544  | 495  | 663  | 647 | 655  | 592  | 592  | 625  | 577  | 569   | 495  | 6817 |
| Источник: Климат              |      |      |      |      |     |      |      |      |      |      |       |      |      |

## История
Деревня названа в честь Паскуаля де Андагоя (род. 1495), испанского конкистадора.